# Pierre Diot (architecte)
 (novembre 2021).
Si vous disposez d'ouvrages ou d'articles de référence ou si vous connaissez des sites web de qualité traitant du thème abordé ici, merci de compléter l'article en donnant les références utiles à sa vérifiabilité et en les liant à la section « Notes et références ».
Pour les articles homonymes, voir Diot (homonymie) et Pierre Diot.
Pierre Diot est un architecte français, né à Chazemais (Allier) le 3 mai 1881 et mort à Montluçon le 8 mai 1956. Il a marqué le paysage montluçonnais de son empreinte par le nombre et l'originalité des bâtiments publics et privés qu'il a construits. Il a été également conseiller général du canton de Montluçon-ouest de 1931 à 1940.

## Architecture
Pierre Diot commence son activité dans les années qui précèdent la Première Guerre mondiale et la poursuit jusque vers 1940. Proche de Marx Dormoy comme Gilbert Talbourdeau l'avait été de Jean Dormoy, il se voit confier la réalisation de nombreux projets municipaux (écoles, bains-douches, caserne de pompiers, etc.). Mais il construit aussi plusieurs dizaines de villas, maisons ou immeubles privés.
Jusqu'à la fin des années vingt, il construit des bâtiments d'un style original, où apparaissent des influences orientales et plus précisément indochinoises, avec des toits plats et débordants que soutiennent des potences en bois ; ces toits font penser à des pagodes. Il utilise abondamment les décors de céramique, ainsi que le bois pour les balustrades.
Dans les années trente, sous l'influence du style Art déco, Diot construit des édifices plus rigoureux, qui privilégient les lignes et les angles droits. À la fin de son activité, il est marqué par l'architecture du Pays basque ; les constructions de cette période, comme l'école Anatole-France (école du Diénat), présentent des toits plus pentus et des façades agrémentées de faux colombages.

## Principales réalisations
Tous les bâtiments cités sont situés à Montluçon
- 1913 : Bains-douches de l'avenue Jules-Ferry.
- 1921 : Villa du quai Barbès.
- 1923 : Préventorium, quai Rouget-de-L'Isle.
- 1928 : Bains-douches de la Ville-Gozet ; école Émile-Zola.
- 1930 : Villa de la rue Voltaire.
- 1932-1934 : École Paul-Lafargue.
- 1939-1941 : École du Diénat (Anatole-France).
- 1941 : Lavoir du Diénat

## Hommages
- Exposition à l'Orangerie de la Louvière à Montluçon en 2005[c].
- Exposition à la médiathèque Boris Vian de Montluçon du 22 janvier au 29 juin 2022[1].